# El juego de las llaves
El juego de las llaves est une série télévisée mexicaine créée par Marisa Quiroga et coproduite par Pantaya et Corazón Films,, et diffusée depuis le 16 août 2019 sur Amazon Prime Video. Elle n'est ni doublée, ni sous-titrée en français.
Les acteurs principaux sont Maite Perroni, Humberto Busto, Marimar Vega, Sebastián Zurita, Horacio Pancheri, Fabiola Campomanes, Hugo Catalán et Ela Velden.
Les deuxième et troisième saisons sont confirmées le 29 janvier 2020.

## Synopsis
Huit amis, tous dans une relation stable, décident de s'aventurer dans l'échangisme, un jeu de découverte sexuelle qui consiste à échanger des couples. Ils tentent de se débarrasser de leur routine quotidienne et d'ajouter une touche épicée à leur vie amoureuse. Cependant, certaines choses peuvent mal tourner.

## Fiche technique
- Titre original : El juego de las llaves
- Création : Marisa Quiroga
- Pays d'origine : Mexique
- Langue originale : espagnol
- Langues disponibles : espagnol (disponible en audiodescription)
- Sous-titres : espagnol - portugais - anglais
- Format : couleur - 16:9 - 1080p et 4K UHD - HDR
- Genre : comédie
- Durée : env. 30 minutes
- Saisons : 3
- Épisodes : 24

## Distribution

### Acteurs principaux
- Maite Perroni : Adriana « Adri » Romero (saisons 1 et 2)
- Sebastián Zurita (es) : Sergio Morales
- Marimar Vega : Gabriela « Gaby » Albarrán
- Humberto Busto : Óscar Romero
- Horacio Pancheri : Valentín Lombardo
- Hugo Catalán (es) : Leonardo « Leo » Cuevas
- Ela Velden (es) : Siena
- Fabiola Campomanes (es) : Bárbara Cuevas

### Acteurs récurrents
- Mónica Maldonado : Mica
- Helena Haro : Carmen
- Manuel Vega : Daniel
- Alejandra Toussaint : Aurelia
- Anahí Allué : Amelia
- Mariel Molino : Gala
- Sergio Perezcuadra : Emiliano
- Luca Valentini : Fidel
- Mauro González : policier

## Épisodes

### Première saison (2019)
| no | Titre                                     | Réalisation      | Scénario                          | Date de diffusion |
| --- | ----------------------------------------- | ---------------- | --------------------------------- | ----------------- |
| 1 | Yo nunca nunca                            | Fernando Lebrija | Verónica Bellver & Sandro Halphen | 16 août 2019      |
| Adriana est une professionnelle accomplie qui vit un mariage parfait - et très ennuyeux. Un jour, elle retrouve Sérgio, un vieil ami pour lequel elle a toujours eu le béguin, et il organise une rencontre entre quatre couples amicaux. C'est là qu'ils apprennent à connaître le jeu de clés. |                                           |                  |                                   |                   |
| 2 | Vainilla no es sabor único                | Fernando Lebrija | Verónica Bellver & Sandro Halphen | 16 août 2019      |
| Le jeu des clés proposé n'a pas eu de suite, mais il a laissé tout le monde intrigué et excité. Tout le monde se demande ce qui se passerait s'ils essayaient de nouvelles expériences sexuelles. Adriana décide d'agir, et invite ses amis à un jeu de clés dans sa maison.                     |                                           |                  |                                   |                   |
| 3 | El doble de Brayan Goslin                 | Javier Colinas   | Verónica Bellver & Sandro Halphen | 16 août 2019      |
| Les quatre couples font l'échange : le jeu des clés commence. C'est l'occasion rêvée de réaliser leurs fantasmes les plus cachés - ou de découvrir qu'il est impossible de trahir leurs propres principes, ou même leur sexualité.                                                               |                                           |                  |                                   |                   |
| 4 | Una placencia oral                        | Kenya Márquez    | Verónica Bellver & Sandro Halphen | 16 août 2019      |
| Adriana est toujours obsédée par le jeu des clés. Cependant, Oscar, son mari, veut qu'elle abandonne et qu'ils renouent plutôt avec leur relation. Mais la présence constante de Sergio va mettre à l'épreuve l'union du couple.                                                                 |                                           |                  |                                   |                   |
| 5 | Habrá consecuencias                       | Javier Colinas   | Verónica Bellver & Sandro Halphen | 16 août 2019      |
| Les fantasmes sortent du placard : Adriana en utilise un pour tenter de sauver son mariage, mais Sergio convoque un autre jeu de clés, créant de nouveaux doutes. Leo fantasme sur la nounou et Valentim sublima, avec imagination, ses désirs refoulés.                                         |                                           |                  |                                   |                   |
| 6 | Oscarin… ¡Oscarón!                        | Kenya Márquez    | Verónica Bellver & Sandro Halphen | 23 août 2019      |
| Le nouveau jeu des clés crée des sensations très différentes chez Adriana et ses amis : de la frustration au plaisir extrême. Certains couples deviennent plus forts, tandis que d'autres s'éloignent, peut-être sans espoir. Il est temps de découvrir.                                         |                                           |                  |                                   |                   |
| 7 | Enloquéceme yei yei yei                   | Javier Colinas   | Verónica Bellver & Sandro Halphen | 23 août 2019      |
| De véritables sentiments émergent. Les passions ne peuvent plus être réprimées et chacun semble vouloir expérimenter, même si cela peut détruire les familles, les relations, les amitiés et, surtout, les engagements pris pour la vie.                                                         |                                           |                  |                                   |                   |
| 8 | Los niños necesitan disciplina            | Kenya Márquez    | Verónica Bellver & Sandro Halphen | 30 août 2019      |
| Les couples essaient de reconstruire leurs relations. C'est ce qui amène Adriana à proposer à sa famille un voyage bucolique. Ses amis vivent des moments de grand bonheur, qui contrastent avec les conflits intenses qui s'approfondissent au fil des jours.                                   |                                           |                  |                                   |                   |
| 9 | ¡Deja de decir condón!                    | Fernando Lebrija | Verónica Bellver & Sandro Halphen | 30 août 2019      |
| En raison du manque de conscience avec laquelle ils ont pris leurs décisions émotionnelles, tous les couples sont proches de la fin. Les nouvelles sexualités, les exigences, les doutes, les erreurs et même les vieux idéaux oubliés les harcèlent et peuvent les détruire.                    |                                           |                  |                                   |                   |
| 10 | Declaro inaugurado El juego de las llaves | Kenya Márquez    | Verónica Bellver & Sandro Halphen | 30 août 2019      |
| Le jour du dernier jeu des clés arrive, dans une grande fête du sexe et de la passion, avec de nombreux invités. Ce ne sera pas seulement le désir qui échappe à tout contrôle, les vérités les plus cachées seront également mises en lumière.                                                  |                                           |                  |                                   |                   |

### Deuxième saison (2021)
Cette deuxième saison de huit épisodes a été mise en ligne du 16 au 30 septembre 2021.
1. Odio el juego de las llaves
2. Con ustedes… ¡Astrid y Gloria!
3. Un juego saca otro juego
4. Regreso al juego
5. Amazonas, guerreras, embarazadas y caballeros águila
6. Revelación de género
7. El primero de muchos patanes
8. ¡Vamos a la playa!

### Troisième saison (2024)
Cette saison de six épisodes a été mise en ligne le 14 février 2024.
1. Tenemos que hablar
2. Como las curitas, de chingadazo
3. Solo jugando se entiende el juego
4. El Edén
5. Arregla tu desmadrito
6. ¡Los declaro ex marido y ex mujer!

## Prix et nominations
| Année | Prix               | Catégorie                                         | Indication             | Résultat   |
| ----- | ------------------ | ------------------------------------------------- | ---------------------- | ---------- |
| 2019  | GQ México          | Meilleure Série de l'Année                        | El Juego de las Llaves | Remporté   |
| 2020  | GLAAD Media Awards | Meilleure Série de Télévision en Langue Espagnole | El Juego de las Llaves | En attente |